# Felsőfülehavas
Felsőfülehavas románul: Muntele Filii, falu Romániában, Erdélyben, Kolozs megyében.

## Fekvése
Bányahavas mellett 1015 méter magasságban fekvő hegyi falu.

## Története
Felsőfülehavas 1910-ben és 1920-ban Bányahavas része volt. 1956-ban külön vált tőle Bikalathavas. 1850-ben 150, 1966-ban 163, 1977-ben 82, 1992-ben 40, a 2002-es népszámláláskor pedig 22 román lakosa volt.